# James K. Galbraith
James Kenneth Galbraith (nacido el 29 de enero de 1952) es un economista estadounidense. Actualmente es profesor en la Lyndon B. Johnson School of Public Affairs y en la Universidad de Texas. 

## Biografía
Galbraith es hijo del renombrado economista John Kenneth Galbraith y Catherine (Kitty) Atwater Galbraith, y es hermano del ex diplomático y comentarista Peter W. Galbraith. Galbraith obtuvo un Bachelor of Arts en economía en la Universidad de Harvard en 1974 y realizó su doctorado en Yale en 1981. De 1974 a 1975 estudió en el King's College en Cambridge. 
Durante los años 1981 y 1982 fue miembro del personal del Congreso de los Estados Unidos ocupando el cargo de director ejecutivo del Comité Económico Mixto.
En marzo de 2008, Galbraith realizó durante la 25 Annual Milton Friedman Distinguished Lecture una fuerte crítica al Consenso de Washington sobre políticas basadas en el libre mercado. Defendió que la economía keynesiana ofrecía una solución a la crisis financiera desatada en 2008 mientras que las políticas monetaristas no harían más que profundizar la recesión.
Fue asesor del Ministro de Finanzas Yanis Varufakis del gobierno griego (2015), hasta su dimisión frente a las imposiciones de la troika europea y en particular del Ministro de Finanzas Wolfgang Schäuble del gobierno alemán presidido por Angela Merkel.
Actualmente, James K. Galbraith es profesor de la Lyndon B. Johnson School of Public Affairs de la Universidad de Texas (Austin). Dirige el University of Texas Inequality Project (UTIP), que fue descrito por el historiador de la economía Robert Skidelsky como un esfuerzo pionero en la medición de la desigualdad económica. Su último libro se titula Welcome to the Poisoned Chalice: The Destruction of Greece and the Future of Europe (Yale University Press, 2016).

## Opiniones
James K. Galbraith escribe habitualmente para The Nation, Mother Jones y The American Prospect, y ha firmado contraeditoriales en The New York Times, The Washington Post, The Boston Globe y otros periódicos. 
Defiende que hoy en día Estados Unidos ha caído víctima de una clase depredadora que controla el gobierno y los recursos financieros.

"Hoy el rasgo característico del moderno capitalismo estadounidense no es ni la competencia benigna, ni la lucha de clases, ni la utopía de una clase media inclusiva. En su lugar, la depredación se ha convertido en el rasgo dominante. Un sistema en el que los ricos celebran un festín sobre los sistemas en decadencia construidos por la clase media. La depredación no define a todos los agentes creadores de riqueza. Pero es su propiedad característica, su fuerza motriz. Y sus agentes controlan totalmente el gobierno bajo el que vivimos."

Galbraith es crítico con la política de la administración Bush en la invasión de Irak.

"Hay una razón por la cual los imperios son vulnerables. Mantenerlos frente a la oposición requiere la guerra - incesante, sin pausa, sin fin. Y la guerra es ruinosa - tanto legal, moral como económicamente. Puede arruinar a los perdedores, como la Francia napoleónica, o la Alemania imperial en 1918. Y puede arruinar también a los vencedores, como fue el caso para los británicos y los soviéticos en el siglo XX. Al contrario, Alemania y Japón se volvieron a levantar después de la Segunda Guerra Mundial, en parte gracias a que no tuvieron que pagar indemnizaciones ni malgastar la riqueza nacional en gastos de defensa después de la derrota... El verdadero coste económico de la formación del imperio de Bush es doble: desvía la atención de los problemas económicos interiores aplazando su resolución y sitúa a los Estados Unidos en una vía imperial que es ruinosa a largo plazo."

Galbraith se manifiesta igualmente crítico con los paradigmas actuales de su profesión.

"Las figuras contemporáneas dominantes en la economía, a saber la generación de los cuadragenarios y quincuagenarios, se han reunido para formar una especie de politburó del pensamiento económicamente correcto. Por regla general -como puede esperarse de un club de caballeros- esto les ha llevado a equivocarse sobre todos los problemas políticos importantes, y no sólo recientemente sino durante décadas. Predicen el desastre cuando no se avecina ninguno. Rechazan la posibilidad de acontecimientos que se producen a continuación. Se oponen a reformas básicas, elementales y convenientes, ofreciendo en su lugar placebos. Fingen sorpresa cuando sucede algo adverso. Y cuando finalmente se dan cuenta de que su posición simplemente es insostenible, cambian de tema en lugar de cuestionar sus ideas."

## Publicaciones
en inglés
- Balancing Acts: Technology, Finance and the American Future (1989)
- Created Unequal: The Crisis in American Pay (1998)
- Inequality and Industrial Change: A Global View (2001), co-edited with Maureen Bemer, Cambridge University Press
- The Predator State (2008)
- The Economic Problem (with Robert L. Heilbroner)
- Macroeconomics (with William Darity, Jr.)
- John Kenneth Galbraith, The Affluent Society and Other Writings 1952–1967 (ed. James K. Galbraith, New York: The Library of America, 2010) ISBN 978-1-59853-077-3

en español
- 2018 - El fin de la normalidad, Traficantes de sueños.[9]

### Artículos
- Colapso del monetarismo e irrelevancia del nuevo consenso monetario, James K. Galbraith, Ola Financiera No.1, septiembre-diciembre de 2008
- No habrá regreso a la normalidad: Una solución a la crisis económica, James K. Galbraith, Ola Financiera No.3, mayo - agosto de 2009
- Desigualdad y Globalización, James K. Galbraith, Ola Financiera No.14, enero - abril de 2013
- ¿Kapital para el siglo XXI?, James K. Galbraith, Ola Financiera No.18, mayo - agosto de 2014
- Un gobierno europeo contra la austeridad, James K. Galbraith, Ola Financiera No.21, mayo - agosto de 2015